# Loyd Blankenship
Loyd Blankenship (noto come The Mentor) (1965) è un hacker statunitense, fin dagli anni ottanta, quando era membro del gruppo hacker Legion of Doom.
È l'autore di The Conscience of a Hacker ("La coscienza di un Hacker", noto anche come The Hacker Manifesto), che scrisse dopo essere stato arrestato e che venne pubblicato dall'e-zine Phrack. Loyd lesse e commentò The Hacker Manifesto all'incontro di hacker H2K2 a Las Vegas. Ha inoltre scritto il libro del gioco di ruolo cyberpunk GURPS Cyberpunk, che per via del suo coinvolgimento venne sequestrato dai servizi segreti statunitensi.